# Flatiron District

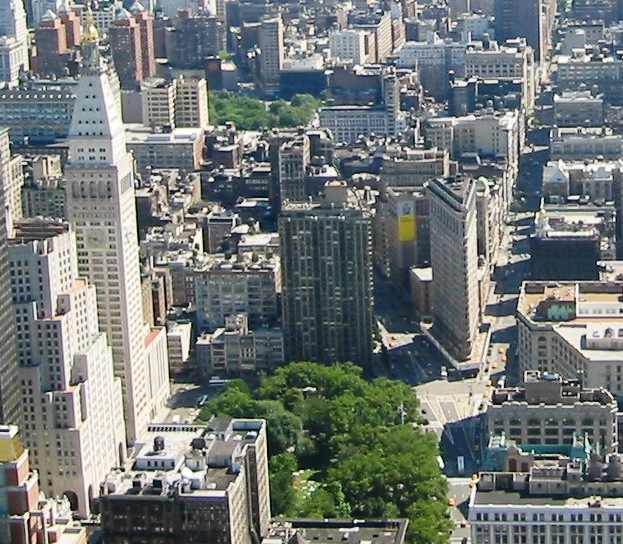
Blick vom Empire State Building nach Süden Richtung Downtown Manhattan auf einen Teil des Flatiron District. Das Flatiron Building ist das dreieckige Gebäude (Mitte/rechts). Links ist der Met Life Tower mit dem Madison Square Park im Vordergrund zu sehen. Zwischen dem Park und diesem Hochhaus beginnt auf Höhe der 23rd Street die Madison Avenue, ⁣⁣ die nördlich Richtung Uptown verläuft. Der Madison Square liegt an der Kreuzung vor dem Flatiron Building, wo sich Fifth Avenue und Broadway treffen. Die Fifth Avenue geht nach rechts, der Broadway nach links. Die Bäume von Union Square Park sind oben (Mitte/links) erkennbar.

Der Flatiron District ist ein kleines Viertel im Stadtbezirk Manhattan in New York City, das seinen Namen dem Flatiron Building verdankt, das sich an der Kreuzung von Broadway, Fifth Avenue und 23rd Street befindet.

## Lage und Ausdehnung

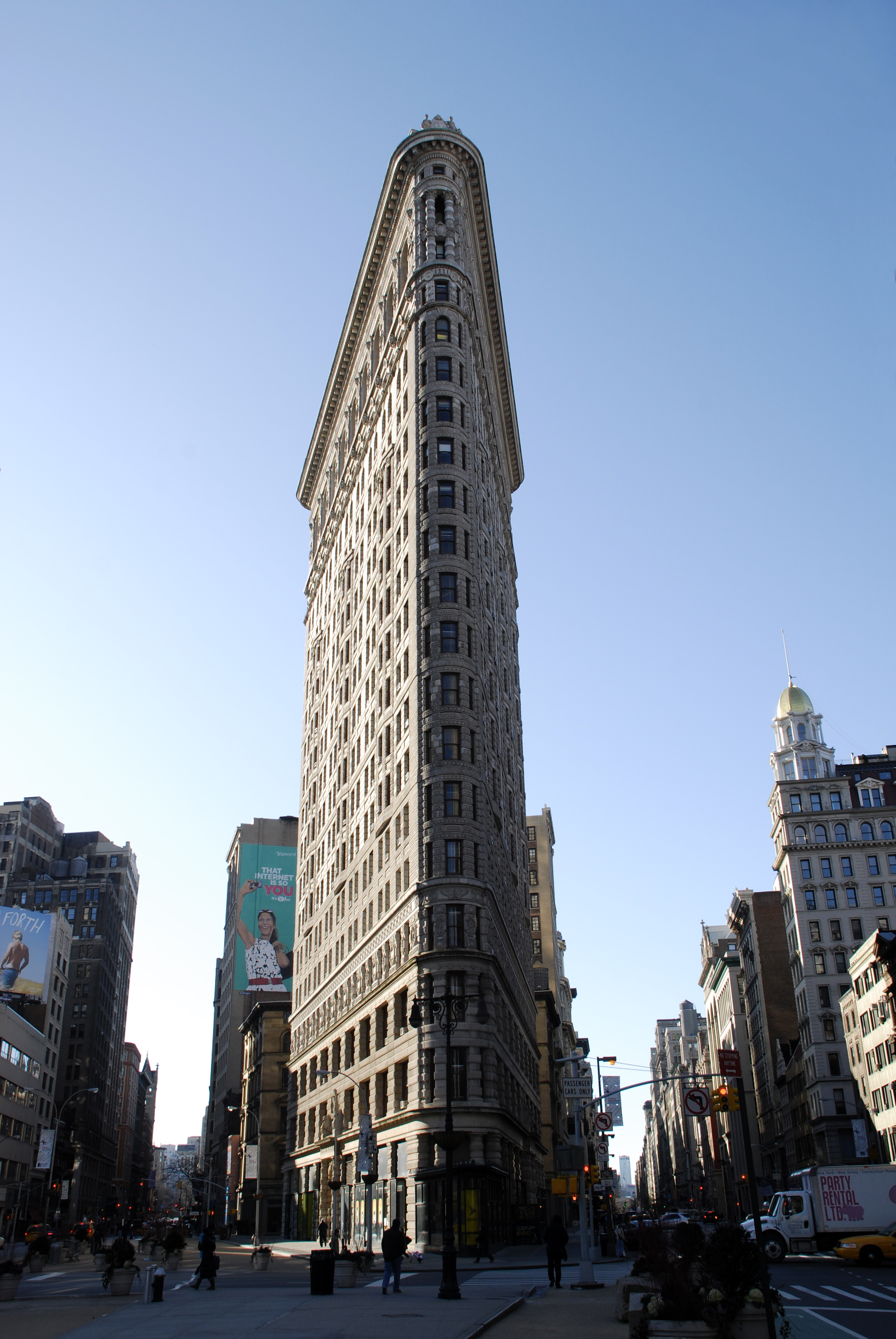
Das Flatiron Building am Madison Square in Manhattan

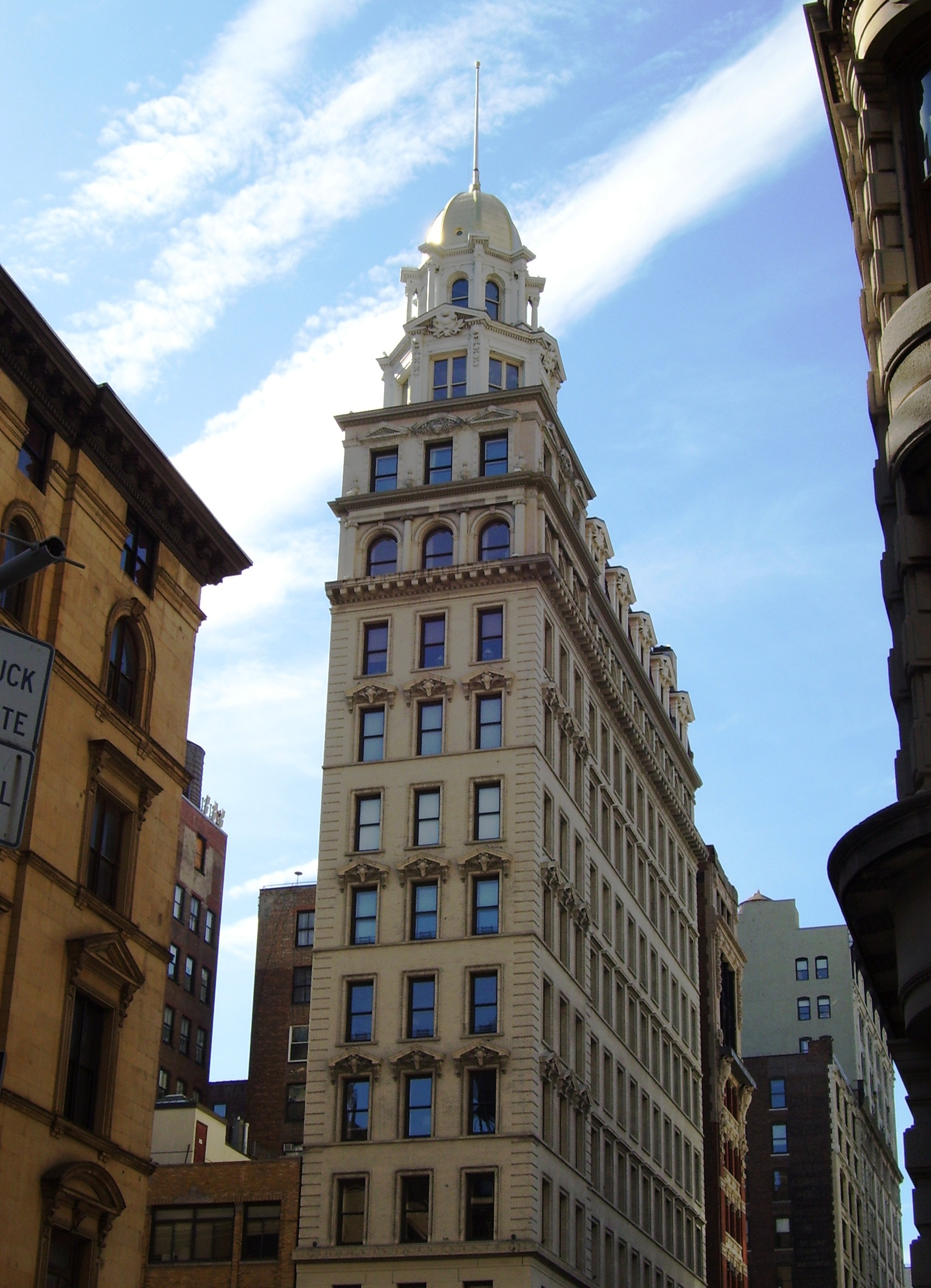
Die goldene Kuppel des Sohmer Piano Building (1897) ist ein charakteristisches Gebäude des Flatiron District

Der Flatiron District wird im Süden durch die 20th Street, Union Square und Greenwich Village begrenzt, im Westen durch die Sixth Avenue und Chelsea, im Norden durch NoMad und die 25th Street, im Nordosten durch Rose Hill sowie im Osten durch Lexington Avenue/Irving Place, Gramercy Park und das Viertel Gramercy.
Der Broadway quert den Flatiron District, die Madison Avenue beginnt an der 23rd Street und verläuft in nördlicher Richtung. Am nördlichen Ende des Viertels befindet sich der Madison Square Park, der 2001 vollständig saniert wurde. 
Innerhalb des Flatiron District befinden sich zwei bedeutende nationale Denkmäler: Einerseits der Ladies’ Mile Historic District und der Geburtsort des US-Präsidenten Theodore Roosevelt.

## Geschichte und Namensgebung
Seinen jetzigen Namen erhielt der Flatiron District erst 1985, als das Viertel zunehmend den Charakter eines Wohnviertels annahm und immer mehr Restaurants sich in dieser Gegend ansiedelten. Auch Makler wünschten sich einen attraktiveren Namen für diese Ecke Manhattans, um die neu entstehenden Wohnungen besser vermitteln zu können.
Zuvor war dieses Viertel von Gewerbe geprägt. So war es einerseits als „Photo District“ bekannt, weil hier aufgrund der günstigen Mieten viele Fotografen ihre Studios hatten und sich dementsprechend auch verwandte Geschäftszweige hier fanden. Ein anderer Teil der Gegend hieß „Toy District“ wegen der Spielzeughersteller in den Toy Center Buildings rund um die 23rd Street und den Broadway sowie wegen der Spielzeugmesse, die hier seit 1903 stattfindet (außer 1945).
Nach der Jahrtausendwende haben viele Verlage ihre Büros in dieses Viertel verlegt – wie auch Werbeagenturen sowie zahlreiche Computer- und Internet-Start-Up-Unternehmen, wodurch es diese Gegend inzwischen als Bestandteil des sogenannten „Silicon Alley“ oder „Multimedia Gulch“ gilt – neben Tribeca und SoHo.

## Gebäude
Wichtige Gebäude sind das Flatiron Building, eines der ältesten Hochhäuser New Yorks. In unmittelbarer Nähe befindet sich der Wolkenkratzer Met Life Tower, der 1909 gebaut wurde und bis zur Vollendung des Woolworth Building 1913 das höchste Gebäude der Welt war. An der Madison Avenue befindet sich zwischen der 26th Street und der 27th Street das von Cass Gilbert entworfene und 1928 erbaute New York Life Building – mit einem quadratischen Turm, auf dessen Spitze sich eine hervorstechende, vergoldete Pyramide befindet.